# Caro King
Caro King (Londen) is een Engelse schrijfster van kinderboeken. 
King groeide op in Surrey, waar zij nog altijd woont en werkt. Na haar afstuderen had zij vele verschillende baantjes voordat ze ambtenaar bij de Britse overheid werd, alwaar ze werkzaam is als curator. Ze schrijft vooral werken in het fantasy genre.

## Werken
- De Zeven Magiërs (ISBN 9789059326736)
- Kill fish Jones
- Het Magische duister (ISBN 9789059327900)

- International Standard Name Identifier: 0000 0003 8737 9027
- Nederlandse Thesaurus van Auteursnamen: 329525980
- Virtual International Authority File: 280327046
- WorldCat: E39PBJpjjf8t44PDjmcmmt3CwC